# Guy Herbulot

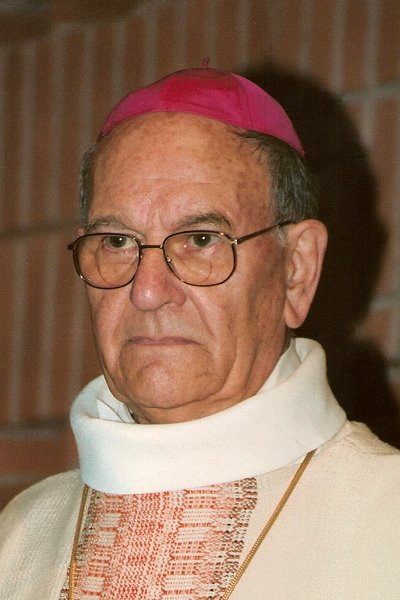
Guy Herbulot (1997)

Guy Alexis Herbulot (* 7. März  1925 in Saint-Menges, Département Ardennes; † 1. August 2021 in Athis-Mons, Département Essonne) war ein französischer Geistlicher und römisch-katholischer Bischof von Évry-Corbeil-Essonnes.

## Leben
Guy Herbulot studierte Philosophie und Katholische Theologie am Priesterseminar in Reims. Am 29. Juni 1950 empfing er in der Kathedrale von Reims das Sakrament der Priesterweihe für das Erzbistum Reims.
Herbulot war zunächst als Pfarrvikar in Torcy, einem Stadtteil von Sedan, tätig, bevor er 1952 Lehrer am Kleinen Seminar in Reims wurde. Danach wirkte er als Kaplan der Katholischen Aktion in Reims und Verantwortlicher für das Centre des Œuvres. Ab 1972 war Guy Herbulot Generalvikar des Erzbistums Reims und Koordinator für die Pastoral in der Stadt Reims.
Papst Paul VI. ernannte ihn am 20. Juni 1974 zum Titularbischof von Obbi und zum Weihbischof in Reims. Die Bischofsweihe spendete ihm der Erzbischof von Reims, Jacques Ménager, am 8. September desselben Jahres in der Kathedrale von Reims; Mitkonsekratoren waren Georges Béjot, emeritierter Weihbischof in Reims, und Pierre Louis Leclerc MAfr, emeritierter Bischof von Ségou. Sein Wahlspruch Préparez les chemins du Seigneur („Ebnet den Weg für den Herrn“) stammt aus Joh 1,23 . Als Weihbischof hatte Herbulot seinen Sitz in Charleville-Mézières.
Am 12. Mai 1978 berief ihn Paul VI. zum Bischof von Corbeil. Am 15. April 2000 nahm Papst Johannes Paul II. sein aus Altersgründen vorgebrachtes Rücktrittsgesuch an.
Auf die Initiative von Guy Herbulot wurde die Kathedrale von Évry errichtet. Sie war in den 1990er Jahren die erste Kathedrale, die seit mehr als 100 Jahren in Frankreich errichtet wurde. Herbulot war Ritter der Ehrenlegion. Er starb im August 2021 im Seniorenheim Saint-Jean-Baptiste de la Salle in Athis-Mons. Am 6. August desselben Jahres wurde er in der Krypta der Kathedrale von Évry beigesetzt.

## Schriften (Auswahl)
- Guy Herbulot, Jean-François Courtille, Gérald M. Omnès: L’espérance au risque d’un diocèse. Desclée de Brouwer, Paris 2003, ISBN 978-2-220-05418-6.
- Bâtisseurs d’Église: une aventure humaine et spirituelle. Éd. du Cerf, Paris 2011, ISBN 978-2-204-08968-5.
- Le courage de l’avenir: une vie orientée par la fraternité. Salvator, Paris 2018, ISBN 978-2-7067-1673-7.